# (37998) 1998 KF34
1998 KF34 (asteroide 37998) é um asteroide da cintura principal. Possui uma excentricidade de 0.14866780 e uma inclinação de 4.74879º.
Este asteroide foi descoberto no dia 22 de maio de 1998 por LINEAR em Socorro.